# Saint-Pierre-de-l’Isle
Saint-Pierre-de-l’Isle ist eine französische Gemeinde mit 268 Einwohnern (Stand: 1. Januar 2022) im Département Charente-Maritime in der Region Nouvelle-Aquitaine (vor 2016: Poitou-Charentes); sie gehört zum Arrondissement Saint-Jean-d’Angély und zum Kanton Matha. Die Einwohner werden Islitiens und Islitiennes genannt.

## Geographie
Saint-Pierre-de-l’Isle liegt etwa 55 Kilometer ostsüdöstlich von La Rochelle in der Saintonge. Umgeben wird Saint-Pierre-de-l’Isle von den Nachbargemeinden Saint-Martial im Nordwesten und Norden, Blanzay-sur-Boutonne im Norden und Nordosten, Rives-de-Boutonne im Nordosten, Osten und Südosten, Saint-Pardoult im Süden, Antezant-la-Chapelle im Süden und Südwesten sowie La Jarrie-Audouin im Westen.

## Bevölkerungsentwicklung
| Jahr                       | 1962 | 1968 | 1975 | 1982 | 1990 | 1999 | 2006 | 2019 |
| Einwohner                  | 440  | 350  | 277  | 311  | 293  | 262  | 234  | 259  |
| Quellen: Cassini und INSEE |      |      |      |      |      |      |      |      |

## Sehenswürdigkeiten
Siehe auch: Liste der Monuments historiques in Saint-Pierre-de-l’Isle
- Kirche Saint-Pierre-ès-Liens aus dem 12. Jahrhundert, seit 1996 als Monument historique eingeschrieben
- Schloss Mornay aus dem 16. Jahrhundert mit Park, seit 1949 als Monument historique eingeschrieben

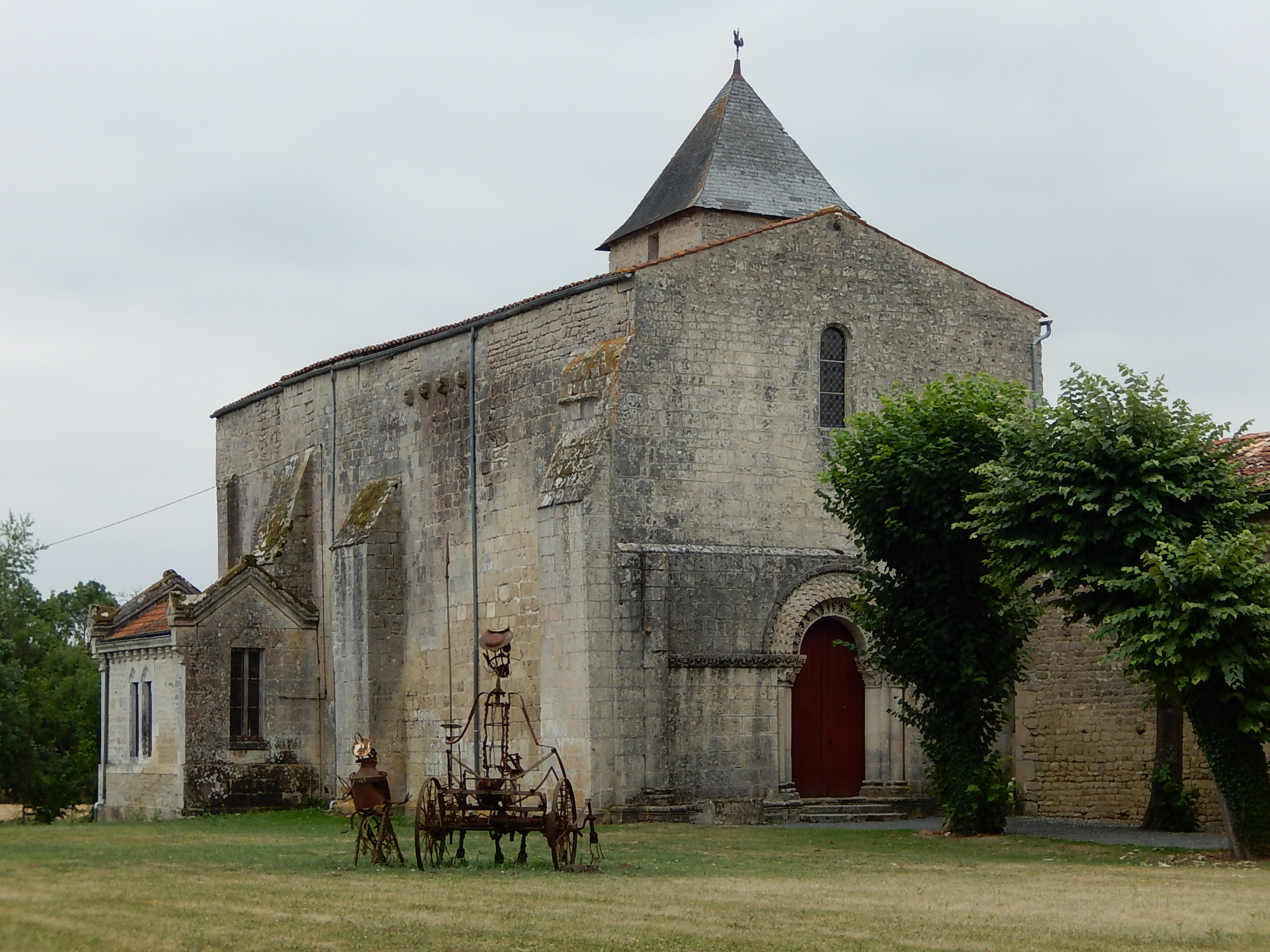
Kirche Saint-Pierre-ès-Liens
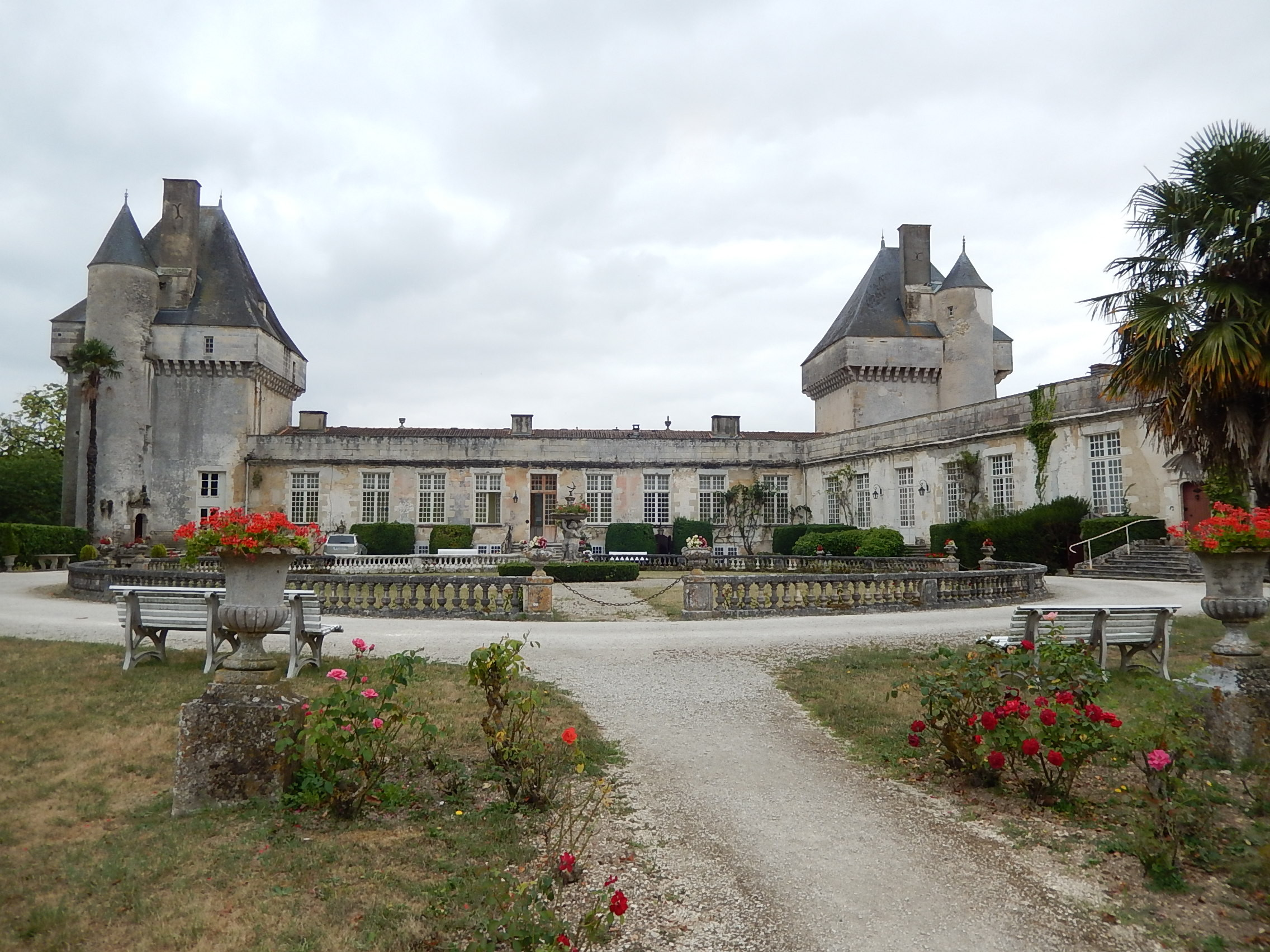
Schloss Mornay

## Persönlichkeiten
- Samuel Gaumain (1915–2010), Bischof von Moundou im Tschad, in Saint-Pierre-de-l’Isle geboren